# Andy Engman
Andrew "Andy" Engman (21 novembre 1911, Vasa, Finlande - 16 juillet 2004, Piñon Hills, Californie) est un animateur et animateur d'effets spéciaux américain d'origine finlandaise.

## Filmographie
- 1937 : Blanche-Neige et les Sept Nains
- 1938 : Moth and the Flame
- 1938 : Le Brave Petit Tailleur
- 1940 : Donald a des ennuis
- 1941 : Le Tourbillon
- 1941 : Attention fragile
- 1941 : Le Dragon récalcitrant
- 1943 : Der Fuehrer's Face
- 1942 : Donald bagarreur
- 1942 : Le Jardin de Donald
- 1942 : Saludos Amigos
- 1942 : Dingo champion olympique
- 1944 : Premiers Secours
- 1945 : African Diary
- 1945 : Californy 'er Bust
- 1945 : Duck Pimples
- 1945 : Patrouille canine
- 1946 : La Boîte à musique
- 1946 : Frank Duck brings 'em back Alive
- 1946 : Double Dribble
- 1947 : Clown of the Jungle
- 1947 : Bootle Beetle
- 1950 : The Brave Engineer